# Державний кордон Ірану

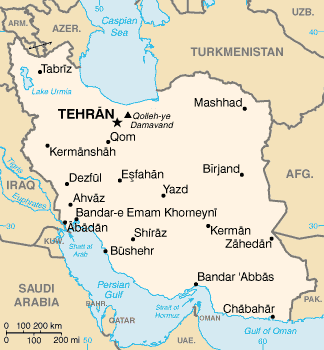
Карта Ірану

Державний кордон Ірану — державний кордон, лінія на поверхні Землі та вертикальна поверхня, що проходить по цій лінії, що визначають межі державного суверенітету Ірану над власними територією, водами, природними ресурсами в них і повітряним простором над ними.

## Сухопутний кордон
Загальна довжина кордону — 5894 км. Іран межує з 7 державами. Уся територія країни суцільна, тобто анклавів чи ексклавів не існує.
Ділянки державного кордону
| Держава      | Ділянка         | Довжина (км) | Прикордонні регіони | Примітки |
| ------------ | --------------- | ------------ | ------------------- | -------- |
| Афганістан   | схід            | 921          |                     |          |
| Вірменія     | північний захід | 44           |                     |          |
| Азербайджан  | північний захід | 689          |                     |          |
| Ірак         | захід           | 1599         |                     |          |
| Пакистан     | південний схід  | 959          |                     |          |
| Туреччина    | північний захід | 534          |                     |          |
| Туркменістан | північ          | 1148         |                     |          |

## Морські кордони
Іран на півночі омивається водами внутрішнього Каспійського моря замкненої безстічної області; на півдні водами Перської і Оманської заток Індійського океану. Загальна довжина морського узбережжя 2440 км + 740 км додатково узбережжя внутрішнього Каспійського моря. Згідно з Конвенцією Організації Об'єднаних Націй з морського права (UNCLOS) 1982 року, протяжність територіальних вод країни встановлено в 12 морських миль (22,2 км). Прилегла зона, що примикає до територіальних вод, в якій держава може здійснювати контроль, необхідний для запобігання порушень митних, фіскальних, імміграційних або санітарних законів, простягається на 24 морські милі (44,4 км) від узбережжя (стаття 33). Виключна економічна зона встановлена до двосторонньоузгоджених і серединних ліній у Перській затоці. Континентальний шельф — до його природних меж.